# Wheaton College (Illinois)
Wheaton College is een Amerikaanse protestantse universiteit in Wheaton, Illinois, 40 kilometer ten westen van Chicago. De school biedt rond de veertig studies aan. Wheaton College telt bijna drieduizend studenten, en 200 stafleden.
De school werd opgericht in 1860. Haar voorganger, het Illinois Instituut, was in 1853 opgericht door een groep methodisten. Wheaton College was officieel niet verbonden aan enig kerkgenootschap. Haar eerste president Jonathan Blanchard was één voorvechter in de beweging voor de afschaffing van de slavernij. Vanaf de late jaren ‘40  van de 20e eeuw kwam Wheaton College bekend te staan als een bolwerk voor en van evangelicale christenen. 
Wheaton College staat onder kritiek van zowel liberale als fundamentalistische christenen. Eén actiegroep riep in 2006 op tot een verbod van homoseksuelen. Sommige van de meer progressievere alumni hebben opgeroepen tot aanpassing van de leefregels voor studenten. Die zouden te conservatief zijn. Aan die oproep gaf de school gehoor en in februari 2003 schrapte ze een 143 jaar oude regel, inhoudende dat minderjarige studenten niet mochten dansen. Ook zijn de ouderejaars studenten voortaan vrij om alcohol te drinken en te roken, zolang dit niet op de campus gebeurt.
Tot de meest bekende studenten van de school behoren de evangelist Billy Graham en de theoloog Carl F.H. Henry.

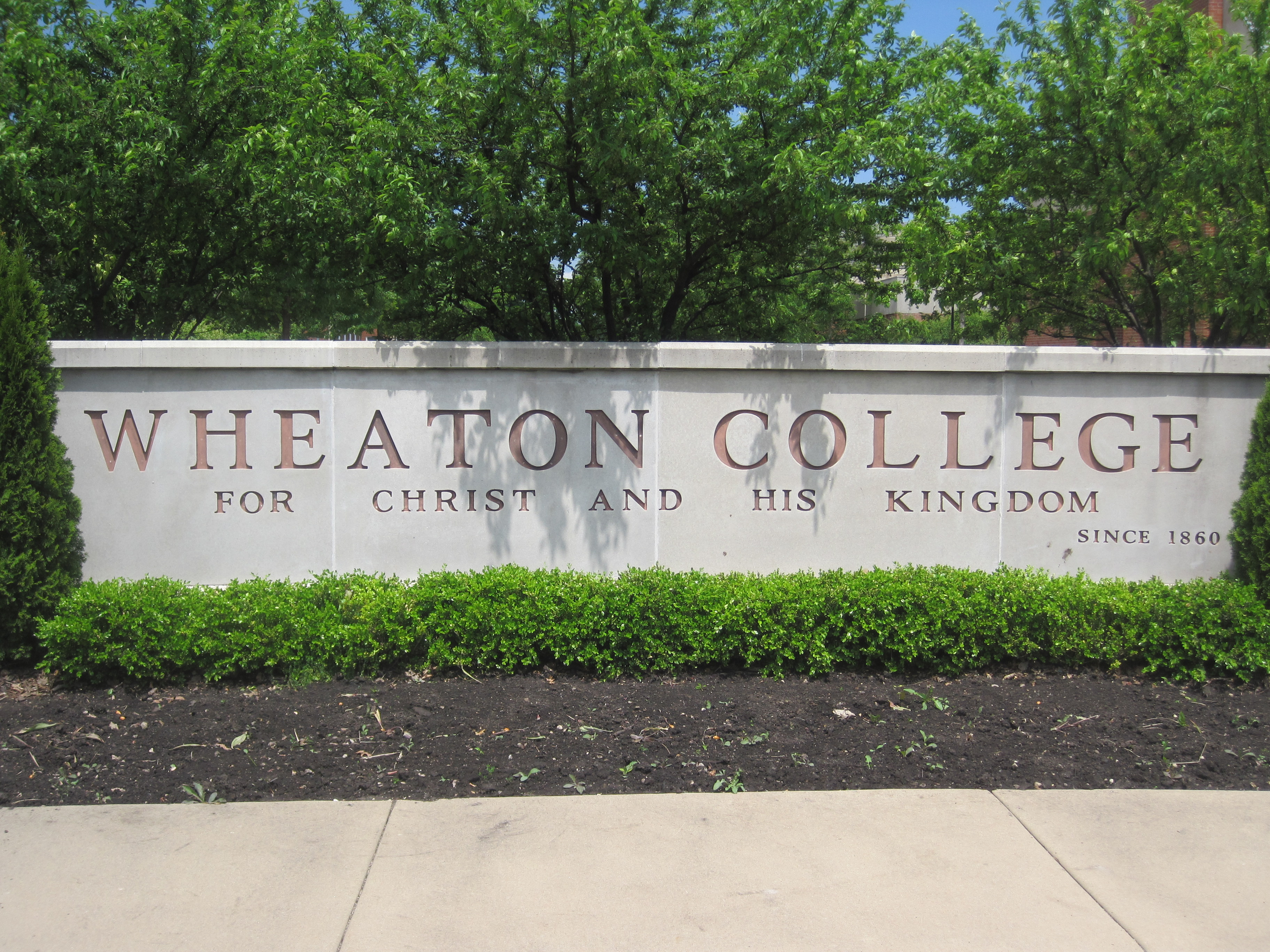
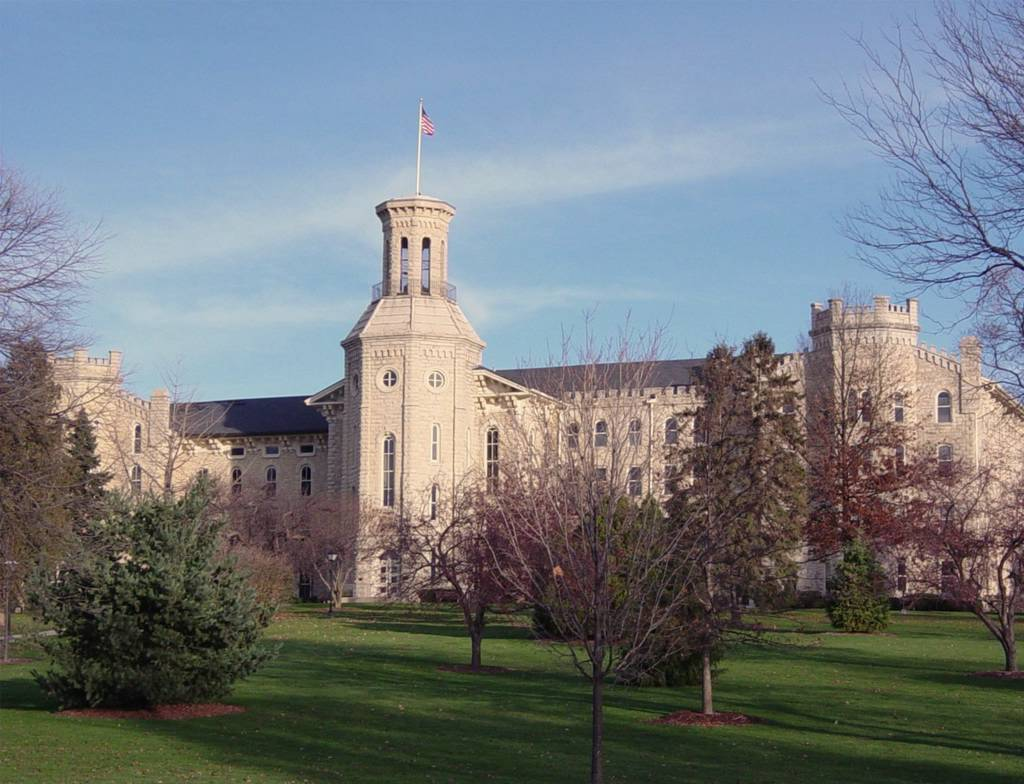
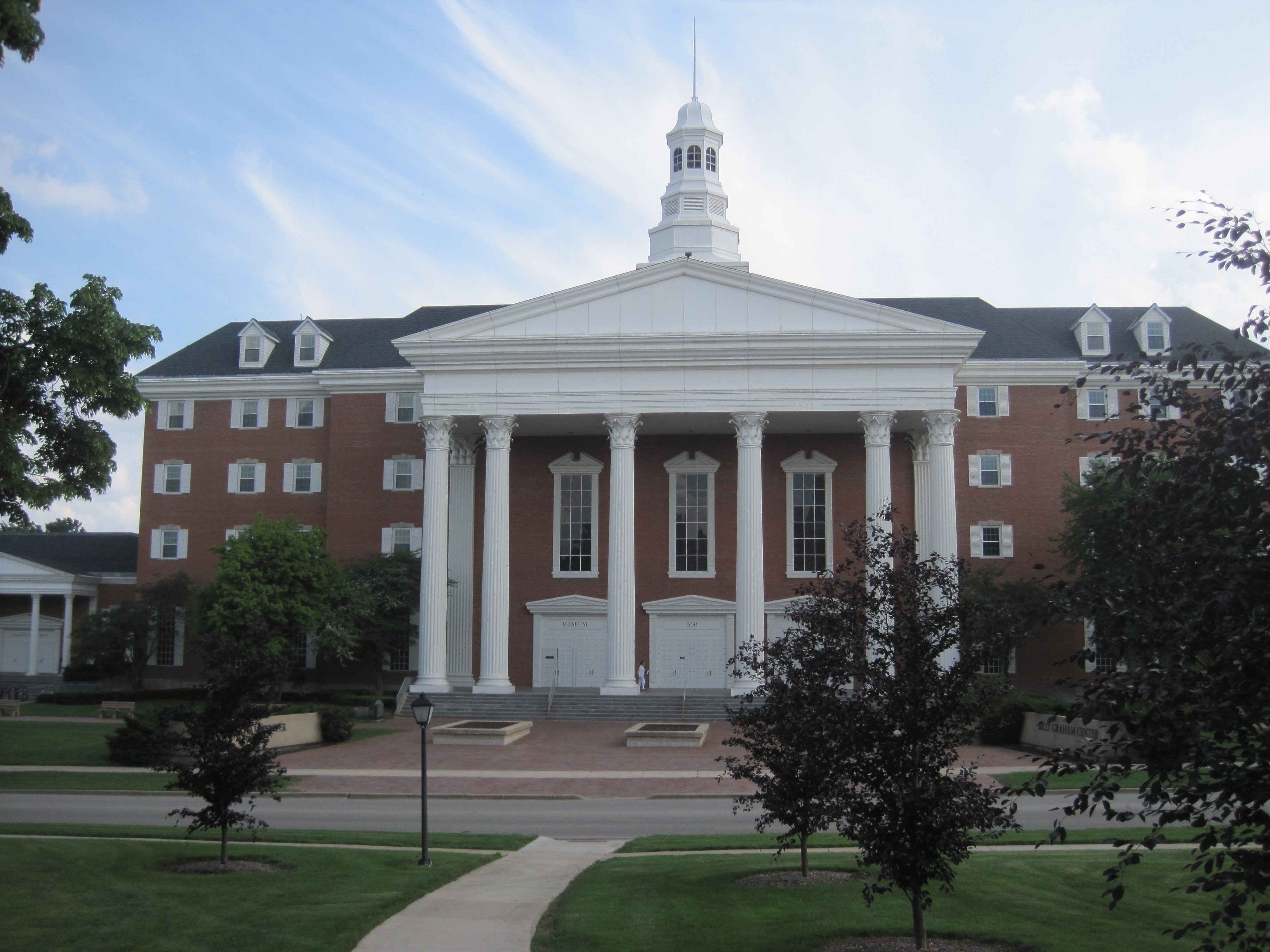
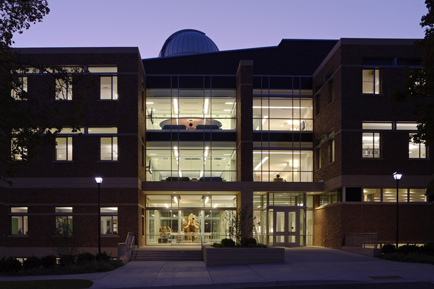
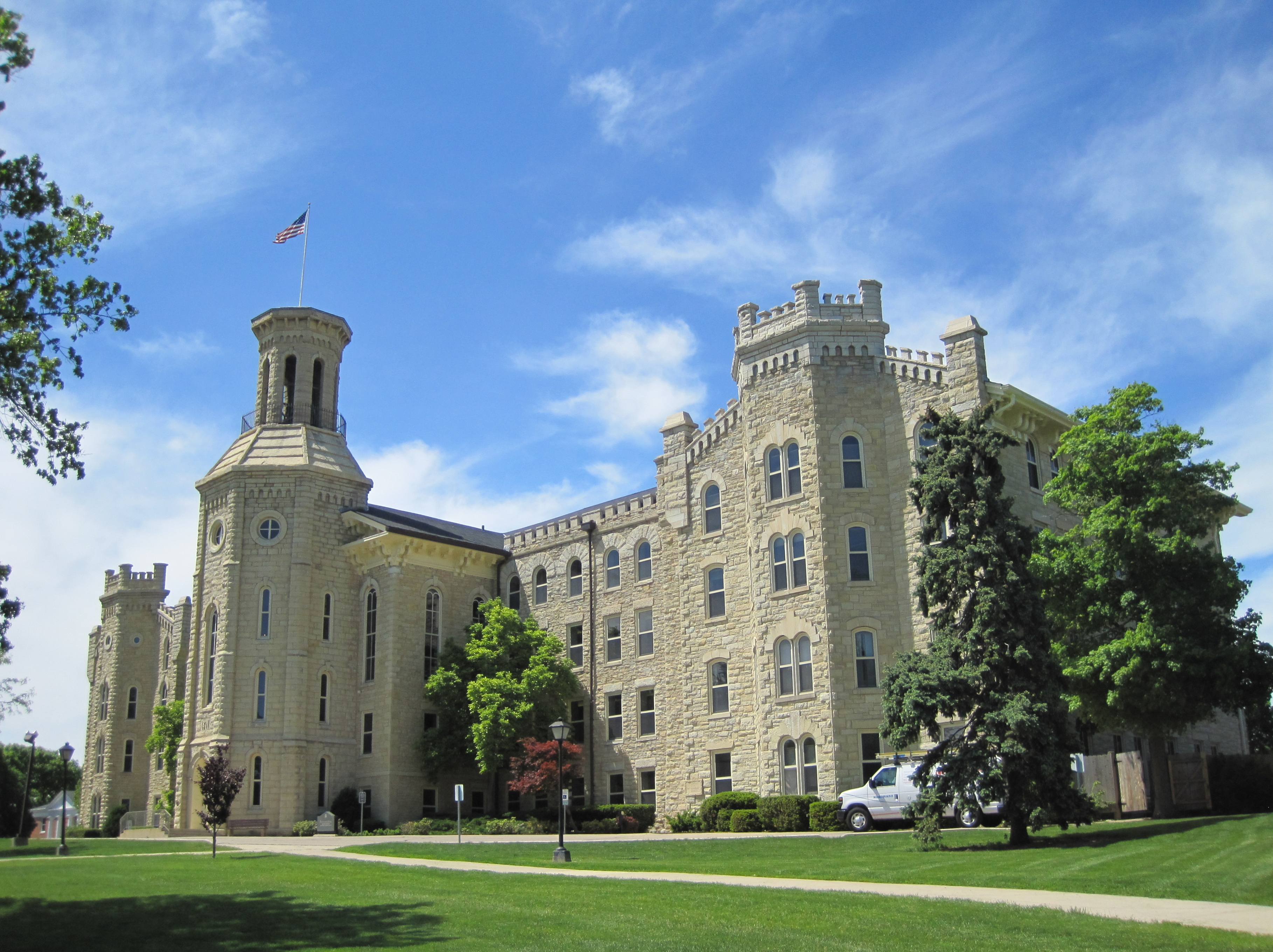
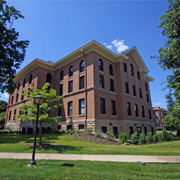
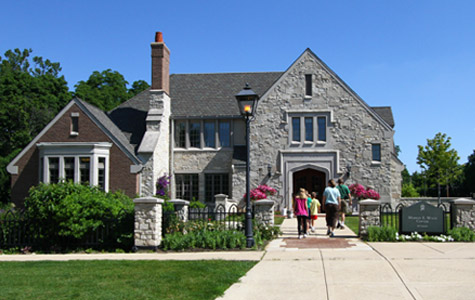
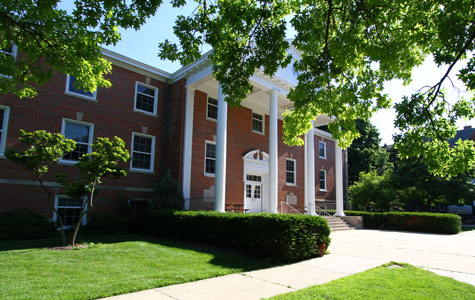
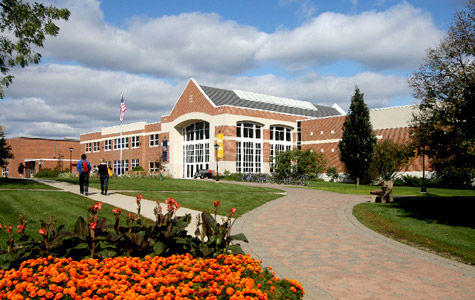
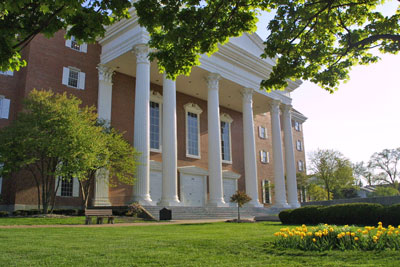
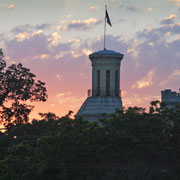
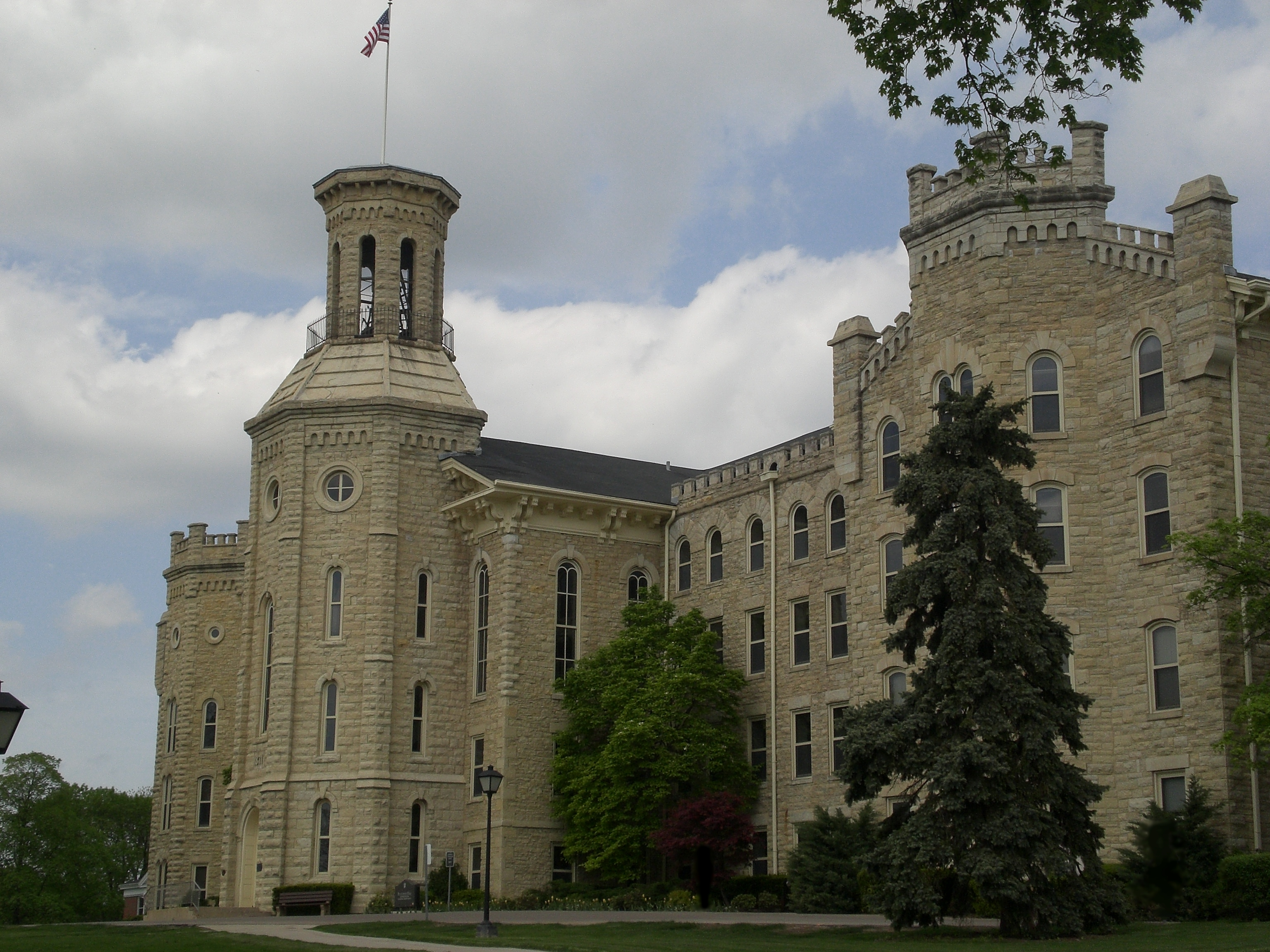